# Oliver Heaviside
Pour les articles homonymes, voir Heaviside.
Oliver Heaviside, né le 18 mai 1850 à Camden Town et mort le 3 février 1925 à Torquay, est un physicien et mathématicien britannique autodidacte. Malgré ses difficultés avec la communauté scientifique, il a beaucoup apporté aux domaines des mathématiques, de la physique et des communications télégraphiques.
Heaviside est principalement connu pour avoir reformulé et simplifié les équations de Maxwell sous leur forme actuelle utilisée en calcul vectoriel. Il a également établi l'équation des télégraphistes et développé une méthode de résolution des équations différentielles équivalente à l'emploi de la transformation de Laplace. Enfin, on lui doit l'usage des nombres complexes pour l'étude des circuits électriques.

## Biographie

### Enfance et jeunesse
Heaviside est né au 55 Kings Street(actuel Plender Street) à Camden Town à Londres. Enfant chétif et roux, il souffre de la scarlatine et son audition en est affectée. Un modeste héritage permet à sa famille de déménager dans un quartier plus agréable de Camden lorsqu'il a treize ans, où il est scolarisé à la Camden House Grammar School. Il est bon élève, et en sort cinquième sur cinq-cents étudiants en 1865. Cependant, ses parents ne pouvant pas poursuivre sa scolarisation après l'âge de 16 ans, il quitte définitivement l'école et continue son éducation en autodidacte pendant un an.
Son oncle par alliance, Sir C. Wheatstone (1802-1875), qui est un expert renommé des télégraphes et de l'électromagnétisme, et qui co-invente dans les années 1830 le premier télégraphe commercialisable, se penche sur l'éducation de son neveu avec attention. Il l'envoie à Newcastle upon Tyne pour travailler dans l'une de ses entreprises de télégraphe, sous la direction du frère aîné de Charles, Arthur.

### Âge adulte
Deux ans plus tard, Heaviside commence à travailler en tant qu'opérateur de télégraphe pour le compte de la Great Northern Telegraph Company qui établissait alors une liaison entre Newcastle et le Danemark. Il devient alors électricien et continue d'étudier en autodidacte, si bien qu'à 22 ans, il publie un article dans le Philosophical Magazine sur l'utilisation optimale d'un pont de Wheatstone. Cet article entraîne des réactions enthousiastes de la part de Lord Kelvin et de J. C. Maxwell, ces derniers ayant échoué à résoudre le problème.
Sa candidature à la Society of Telegraph Engineers est rejetée en 1873 au prétexte qu'ils « n'acceptaient pas d'opérateurs de télégraphes ». Vexé par ce refus, il finit par être admis grâce au soutien de Lord Kelvin et du président de la société. C'est aussi en 1873 qu'il découvre le récent et bientôt notoire Treatise on Electricity and Magnetism (en) de Maxwell. Il en dira plus tard :

« Je me souviens de la découverte du célèbre traité de Maxwell, lorsque je n'étais qu'un jeune homme… J'ai mesuré à quel point il était immense, plus grand si ce n'est le plus grand de tous, et les opportunités prodigieuses qu'il apportait… J'étais déterminé à en maîtriser le contenu et me mis au travail. J'étais alors vraiment ignorant. Je ne connaissais pas l'analyse mathématique (ayant seulement appris l'algèbre et la trigonométrie à l'école, que j'avais en grande partie oubliées) et il a fallu organiser mon travail moi-même. Plusieurs années ont été nécessaires pour en saisir le contenu aussi bien que possible. J'ai ensuite mis Maxwell de côté pour poursuivre mon propre chemin. J'ai alors progressé plus vite… Il faut bien comprendre que je prêche l'Évangile selon ma propre interprétation de Maxwell,. »

Poursuivant ses recherches à la maison, il participe au développement de la théorie des lignes de transmission et de l'équation des télégraphistes. Ses travaux ont beaucoup aidé à la mise en œuvre pratique des télégraphes ; il a en effet prouvé qu'en distribuant l'inductance de façon uniforme le long du télégraphe, et en lui donnant une valeur suffisamment élevée, on pouvait atténuer les pertes et supprimer le phénomène de dispersion — c'est-à-dire le fait que les différentes fréquences composant un signal ne se propagent pas à la même vitesse.

### Années les plus importantes
Entre 1882 et 1902, il contribue régulièrement au magazine The Electrician (en) – à l'exception de trois années – qui souhaitait ainsi améliorer la qualité de ses publications ; il en est rémunéré à hauteur de 40 £ par an. C'est une somme faible pour l'époque, mais Heaviside est frugal et peut tout de même poursuivre ses recherches personnelles. Il publie au rythme de deux à trois articles par mois entre 1883 et 1887, ce qui constituera l'ossature de sa théorie électromagnétique et de son ouvrage Electromagnetic Theory and Electrical Papers. En 1880, il étudie l'effet de peau dans les lignes de télégraphe, et dépose un brevet pour le câble coaxial la même année. Il reformule en 1884 les équations de Maxwell sous leur forme actuelle (elles avaient déjà été reformulées à l'aide de quaternions), ce qui permet de réduire douze d'entre elles au nombre de quatre, avec seulement deux inconnues.

Les années 1880 à 1887 sont consacrées au développement du calcul opérationnel qui permet de ramener les équations différentielles à des équations polynomiales. Sa méthode déclenche une controverse du fait de son manque de rigueur, et il y répond avec une phrase restée célèbre : 

« Les Mathématiques sont une science expérimentale, les définitions ne sont pas posées dès le départ, mais apparaissent progressivement. Elles s'imposent d'elles-mêmes, lorsque le sujet d'étude est suffisamment mûr,. »

 Il défend également son point de vue par l'analogie suivante : « Devrais-je renoncer à mon dîner au prétexte que je ne comprends pas totalement le processus de la digestion ? »
En 1887, Heaviside travaille avec son frère Arthur sur un article intitulé The Bridge System of Telephony. Ce papier est bloqué par le supérieur d'Arthur, W. H. Preece du General Post Office. L'article propose en effet d'ajouter une inductance grâce à des bobines d'induction aux téléphones et aux télégraphes, notamment aux câbles télégraphiques transatlantiques, pour corriger la distorsion qui affectait les signaux. Preece s'était opposé à l'usage d'inductances dans ce contexte, et il semblerait qu'il cherchait à préserver sa réputation en entravant les publications de Heaviside. Ce dernier est d'ailleurs convaincu que Preece se trouve derrière le renvoi de l'éditeur de The Electrician qui a eu pour conséquence le rejet de tous ses articles jusqu'en 1891. Les deux hommes se détestaient de longue date ; Heaviside considérait Preece comme incompétent en mathématiques, une accusation appuyée par Paul J. Nahin : « Preece était fonctionnaire, puissant et très ambitieux, tout en étant un remarquable imbécile. » Ce dernier s'attaquait aux publications de Heaviside pour ne pas avoir à admettre ses propres erreurs.
L'importance des publications effectuées dans "The Electrician" n'est pas comprise avant de nombreuses années, et les découvertes appartenaient alors encore au domaine public. En 1897, AT&T demande à G. A. Campbell et M. I. Pupin d'étudier les travaux de Heaviside pour tenter de les mettre en défaut, ou d'en étendre la portée. Ces efforts débouchent sur une série de brevets, notamment concernant la fabrication des bobines d'inductance inventées par Heaviside. Le respect d'AT&T pour Heaviside pousse l'entreprise à lui proposer de l'argent en échange des droits sur ses inventions, mais il refuse la somme qui lui est proposée si elle n'est pas accompagnée de la reconnaissance complète de sa paternité sur ces inventions. Heaviside vivait pourtant dans la pauvreté, rendant ce refus de l'offre encore plus frappant.
Ce contretemps pousse toutefois Heaviside à s'intéresser à un autre sujet, celui du rayonnement électromagnétique, dans deux publications de 1888 et 1889. Il y calcule les déformations des champs électrique et magnétique au voisinage d'une charge en mouvement, et ce qu'il se passe lorsqu'elle pénètre un milieu plus dense. On y trouve en germes une prédiction de l'effet Tcherenkov, et des éléments qui ont inspiré à son ami G. FitzGerald l'idée de la contraction des longueurs. En 1889, Heaviside établit pour la première fois l'expression de la force magnétique appliquée sur une charge en mouvement, à savoir la composante magnétique de la force de Lorentz.
Dans les années 1880 et 1890, il s'intéresse au concept de masse électromagnétique (en). Il la considère comme une masse matérielle classique qui produirait les mêmes effets. Dans le cas de vitesses faibles, W. Wien a été en mesure de confirmer sa théorie. En 1891, les contributions de Heaviside à la description mathématique des phénomènes électromagnétiques sont reconnues par la Royal Society qui l'accueille comme Fellow. L'année suivante, la Royal Society consacre une cinquantaine de pages dans ses Philosophical Transactions à ses méthodes de calcul vectoriel appliquées à la théorie électromagnétique.

### Dernières années
En 1896, FitzGerald et J. Perry obtiennent via la liste civile une rente de 120 £ annuelles pour Heaviside, qui vivait alors à Devon. Ils le persuadent de l'accepter, sachant qu'il avait déjà rejeté d'autres offres de la part de la Royal Society. En 1902, il prédit l'existence de couches conductrices pour les ondes radio qui leur permettent de suivre la courbure de la Terre. Ces couches, situées dans l'ionosphère, sont appelées couches de Kennelly-Heaviside du nom de A. Kennelly, physicien américain qui eut la même intuition que lui, et sont détectées en 1925 par E. Appleton.
Heaviside développe aussi la fonction de Heaviside, aussi appelée échelon ou marche, communément utilisée dans l'étude de systèmes en automatique, et il étudie la propagation des courants électriques dans les conducteurs avec la théorie des lignes de transmission et des équations des télégraphistes. Il reçoit un doctorat honorifique de l'Université de Göttingen en 1905.
Des années plus tard, son comportement devient très excentrique. D'après son associé B. A. Behrend, il devient un ermite avec une telle aversion pour les gens qu'il livre les manuscrits de ses thèses sur l'électricité dans une épicerie, où ses éditeurs peuvent les récupérer. Malgré sa pratique active du cyclisme durant ses jeunes années, sa santé se met à sérieusement décliner lorsqu'il atteint la soixantaine. Il commence à signer ses lettres en ajoutant l'acronyme "W.O.R.M." après son nom, qui en anglais se traduit par ver. Il est également rapporté que Heaviside arbore un vernis à ongles rose et possède des blocs de granit à titre de mobilier. En 1922, il devient le premier bénéficiaire de la médaille Faraday, créée cette année-là et attribuée pour des inventions scientifiques notables dans le domaine de l'ingénierie industrielle.
Heaviside meurt le 3 février 1925 à Torquay dans le comté britannique de Devon, et est enterré au cimetière de Paignton avec son père, Thomas Heaviside (1813-1896) et sa mère, Rachel Elizabeth Heaviside. Sa pierre tombale est restaurée grâce à un donateur anonyme dans le courant de l'année 2005. Il n'est réellement reconnu qu'à titre posthume.

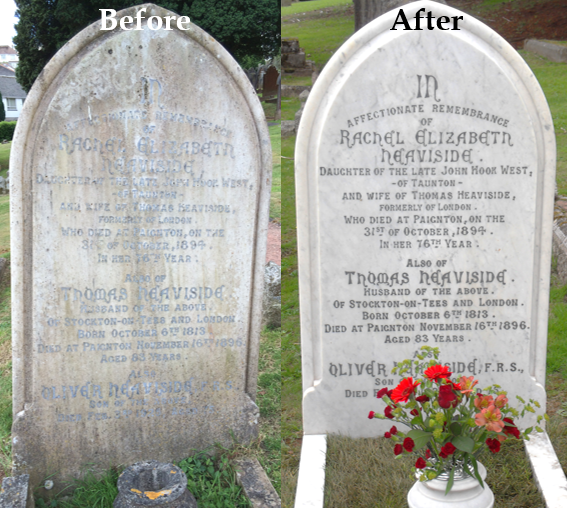
Pierre tombale des Heaviside, avant et après la restauration de 2005.

Les publications, correspondances, cahiers de notes et documents divers concernant les travaux de Heaviside sur les télécommunications sont conservés dans les archives de l'Institut d'Ingénierie et de Technologie.

## Innovations et découvertes
Heaviside contribue beaucoup à promouvoir l'usage de l'analyse vectorielle en électromagnétisme. La formulation originale de Maxwell comprend 20 équations et 20 variables. Heaviside emploie le rotationnel et la divergence pour réduire 12 d'entre elles aux quatre équations utilisées en 2020. La version de Heaviside des équations de Maxwell est légèrement différente de l'originale, qui s'avère être plus adaptée aux applications en mécanique quantique. Il évoque également l'existence potentielle d'ondes gravitationnelles en se basant sur une analogie entre l'inverse du carré de la distance dans les lois de l'électrostatique et de la gravitation. Il participe au développement des quaternions hyperboliques dans le but de régler des problèmes de signe liés à l'utilisation des quaternions.
Heaviside invente la fonction « échelon » pour calculer le courant traversant un circuit électrique dès qu'il est branché. Il est le premier à manipuler la fonction Delta de Dirac pour modéliser une impulsion. Il invente le calcul opérationnel pour résoudre les équations différentielles linéaires ; ces techniques s'apparentent à l'utilisation de la transformation de Laplace et de son inverse, qui a été étudiée rigoureusement par T. J. Bromwich à l'aide d'intégrales de contour. Heaviside connaissait la méthode de Laplace mais considérait la sienne comme étant plus directe.
Heaviside développe la théorie des lignes de transmission qui a permis de décupler le débit des transmissions transatlantiques, passant d'un caractère transmis toutes les dix minutes à un caractère par minute. De même, il établit que les transmissions téléphoniques sont améliorées en plaçant une inductance en série avec le câble,. Il a également redécouvert le vecteur de Poynting.
Heaviside fait l'hypothèse que les couches supérieures de l'atmosphère contiennent une couche correspondant à l'ionosphère. Il prédit l'existence de ce qui serait appelé plus tard la « couche de Kennelly-Heaviside ». En 1947, E. V. Appleton reçoit le prix Nobel de Physique pour avoir prouvé son existence.

### Apports au vocabulaire de l'électro-magnétisme
On doit à Heaviside l'usage des termes suivants :
- admittance (inverse de l'impédance) (décembre 1887) ;
- élastance (en) (inverse de la permittance, ou de la capacitance) (1886) ;
- conductance (partie réelle de l'admittance, inverse de la résistance) (septembre 1885) ;
- impédance (juillet 1886) ;
- inductance (février 1886) ;
- perméabilité (septembre 1885) ;
- permittivité et capacité (« permittance » à l'origine et en anglais, juin 1887) ;
- réluctance (mai 1888)[17] ;
- électret.

## Hommages

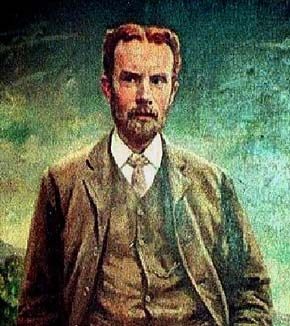
Portrait d'Oliver Heaviside réalisé par Frances Hodge.

Les nombreuses publications de Heaviside ainsi que l'action de ses amis influents lui ont apporté de nombreuses reconnaissances qu'il ne paraissait pas forcément apprécier à cause de sa décision de vivre en ermite.
- Membre de la Royal Society de Londres en 1891 ;
- Membre honoraire de l'American Academy of Arts and Sciences en 1899 ;
- Doctorat honoris causa de l'université de Göttingen en 1905 ;
- Membre honoraire de l’Institution of Electrical Engineers britannique en 1908 ;
- Membre honoraire de l'institut américain des ingénieurs en électricité en 1918 ;
- Premier récipiendaire de la médaille Faraday en 1922 ;
- Le cratère Heaviside sur la face cachée de la Lune porte son nom.